# Cadmonites
Els cadmonites (hebreu: קדמני) foren un poble de Canaan. Segons l'Easton's Bible Dictionary, vivien a la part nord-est de Palestina i se suposa que són els mateixos que els Bani Kedem (‘fills de Kedem’) que ocupaven les terres entre Palestina i l'Eufrates.